# کانگ ریونگ-وون
کانگ ریونگ-وون (انگلیسی: Kang Ryong-woon; ۲۵ آوریل ۱۹۴۲) بازیکن فوتبال اهل کره شمالی بود.
وی همچنین در تیم ملی فوتبال کره شمالی بازی کرده‌است.